# 데두구

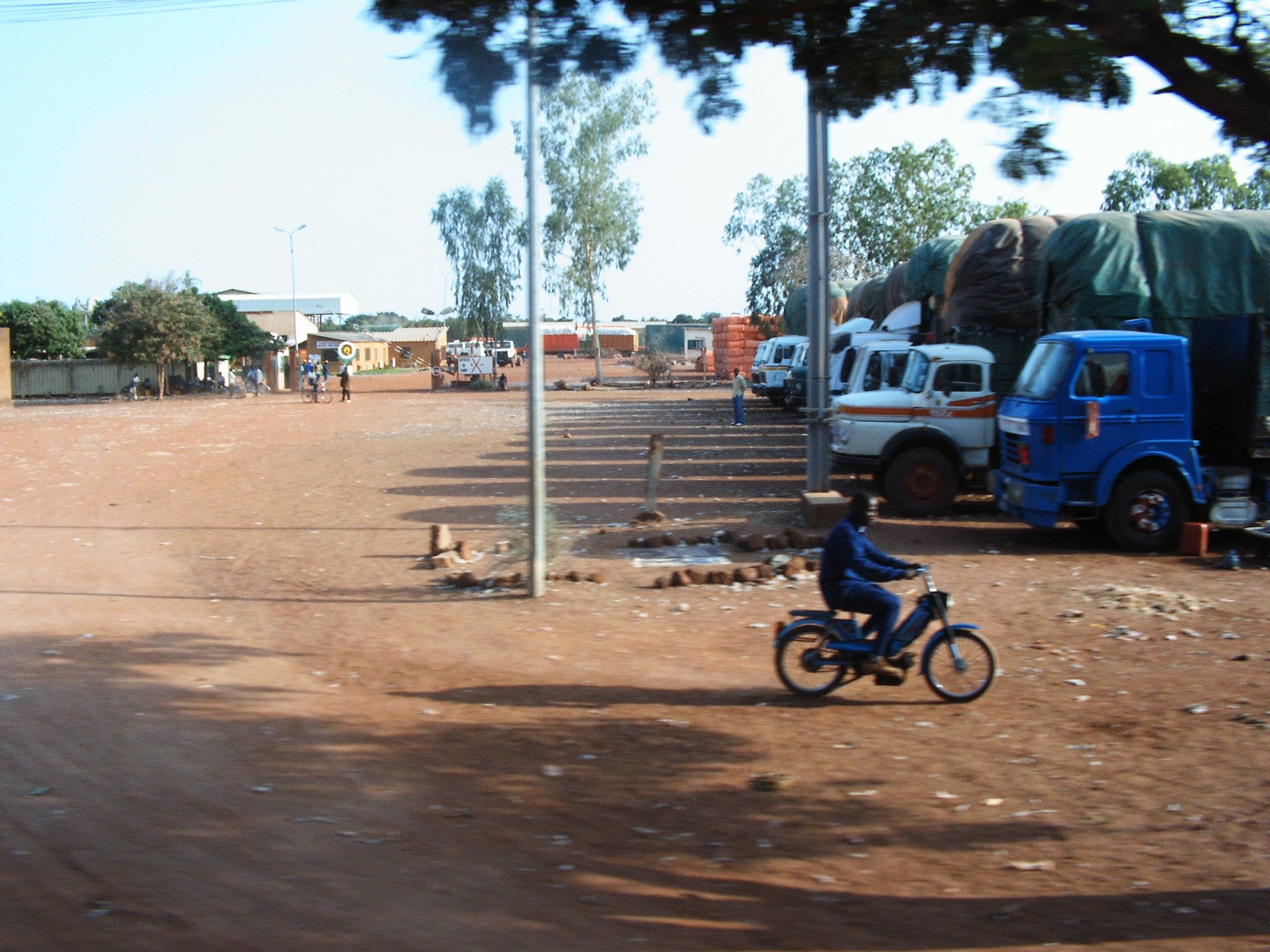
데두구

데두구(프랑스어: Dédougou)는 부르키나파소 북서부에 위치한 도시로 부클뒤무운 주의 주도이자 무운 현의 현도이며 면적은 6,659km2, 높이는 299m, 인구는 42,542명(2012년 기준)이다.